# Capoliveri
Capoliveri est une commune italienne d'environ 3 800 habitants, située sur l'île d'Elbe, dans la province de Livourne et la région Toscane, dans le centre de l'Italie.

## Géographie
Capoliveri est située au sud-est de l'île d'Elbe

## Histoire
L'histoire du village de Capoliveri est très ancienne et remonte à l'époque étrusque-romaine. Dès cette époque, du fait de sa position stratégique, il se présentait comme une forteresse élevée, à partir de laquelle il était possible de contrôler la circulation maritime, aussi bien à l'ouest qu'au sud, et même dans certains points les plus élevés, au nord, et voir l'antique Fabricia romaine, qui se trouvait sur le site de l'actuelle ville de Portoferraio.

## Monuments
- Phare de Capo Focardo

## Administration
| Période                                  | Période  | Identité         | Étiquette                         | Qualité |
| ---------------------------------------- | -------- | ---------------- | --------------------------------- | ------- |
| 16 juin 2004                             | 2014     | Paolo Ballerini  |                                   |         |
| 2014                                     | En cours | Ruggero Barbetti | Lista Civica – Uniti per Cambiare |         |
| Les données manquantes sont à compléter. |          |                  |                                   |         |

### Hameaux
Lacona, Madonna delle Grazie, Morcone, Pareti

### Communes limitrophes
Campo nell'Elba, Porto Azzurro, Portoferraio